# Società Sportiva Dilettantistica Albalonga
La Società Sportiva Dilettantistica Albalonga, meglio nota come Albalonga, è la società calcistica di Albano Laziale, Castel Gandolfo e Pavona, tutte località comprese nella città metropolitana di Roma Capitale, nell'area dei Castelli Romani. Milita in Serie D, quarto livello del campionato italiano di calcio.

## Storia
La Polisportiva Castel Gandolfo nasce nel 1960 e nel 1984 viene rilevata da Bruno Camerini senza più cambiare proprietà. Nel 1992 avvenne la fusione con il Pavona divenendo Pavona Castel Gandolfo e nel 1998 con l'Albano prendendo il nome Albalonga.
Nella stagione sportiva 2000-2001 si aggiudica con 10 punti di vantaggio sulle dirette concorrenti il campionato regionale di Eccellenza laziale girone A, ottenendo il pass per la prima partecipazione al campionato di Serie D della sua storia.
In 7 anni di militanza, caratterizzati da un profondo andamento altalenante nei piazzamenti in classifica, vivrà momenti di grande esaltazione: emblematiche sono le partecipazioni ai Play-Off nella stagione 2003-2004 con una rosa composta in massima parte da giovanissimi calciatori capitanati da un 18enne Giorgio Gaggioli e guidati da mister Paolo D'Este e nuovamente ai Play-Off nella stagione 2006-2007.
La stagione sportiva 2007-2008 si apre sotto le luci dei riflettori: una faraonica campagna acquisti estiva dichiara l'Albalonga prima competitor per l'assegnazione del titolo. Tuttavia, in seguito a una rovinosa sequela di infortuni traumatici, la squadra precipita in classifica dopo i 21 punti del girone di andata e giornata dopo giornata a nulla valgono i disperati tentativi di risalir la china, complice l'addio nel mercato invernale del giocatore simbolo, il centravanti Alessandro Bucri. La stagione termina con la retrocessione diretta in Eccellenza laziale, dove l'Albalonga, risucchiata nel complicato e difficoltoso pantano delle categorie regionali, tenterà per 8 anni di agguantare la chimerica vittoria del campionato.
Nella stagione 2014-2015 ottiene la promozione in Serie D. Nello stesso anno vince la Coppa Italia Dilettanti Lazio.
Nella stagione 2016-2017 arriva in finale di Coppa Italia Serie D per poi perdere 2-1 contro il Chieri. Nella stagione successiva chiude il campionato al secondo posto, ottiene il suo miglior piazzamento di sempre e si qualifica ai playoff, che vince, battendo in finale ai tempi supplementari (3-1) il Trastevere Calcio.
Nell'estate del 2020 si fonde con un'altra storica realtà del calcio laziale, la Cynthia, iscrivendosi al campionato di Serie D 2020-2021 con il nuovo nome di Cynthialbalonga.
Dopo 5 stagioni affrontate con il nome "Cynthialbalonga", dalla stagione 2025-2026 il club ritorna a chiamarsi "Albalonga" e si separa dal Cynthia 1920, che torna alla sua storia indipendente nel comune di Genzano di Roma. L'Albalonga, invece, riacquisisce la sua sede di via Trento, ad Albano.

## Palmarès

### Competizioni regionali
- Eccellenza: 2

2001-2002 (girone A), 2014-2015 (girone B)
- Coppa Italia Dilettanti Lazio: 1

2014-2015

### Competizioni provinciali
- Terza Categoria: 1

1965-1966 (girone G)